# Campylomormyrus
Genre
Campylomormyrus est un genre de poissons de la famille des Mormyridae, une famille largement répandue dans les eaux douces africaines. Les espèces connues du genre Campylomormyrus ont une longueur totale comprise entre 20 et 65 cm. C'est le genre de Mormyres qui répond le mieux au surnom de « poisson-éléphant » car leur trompe, prolongeant un front souvent bombé, est formée par leur museau courbé vers le bas et non par un barbillon mentonnier (qu'il possède d'ailleurs, en plus, sous cette trompe) qui n'a rien d'une trompe comme c'est le cas de Gnathonemus petersii (surnommé abusivement « poisson-éléphant ») qui lui a volé la vedette dans le monde de l'aquariophilie. La « trompe » de Campylomormyrus est néanmoins osseuse et assez raide et ne joue donc pas le rôle d'une trompe d'éléphant. Bref, de tous les mormyres, c'est le profil de la tête de Campylomormyrus qui fait le plus penser à un éléphant.
D'ailleurs, plusieurs noms d'espèces de Campylomormyrus évoquent cette sorte de trompe qui les caractérise : Campylomormyrus curvirostris ("au rostre ou museau courbé"), C. elephas ("éléphant"), C. orycteropus ("oryctérope", sorte de fourmilier africain, au museau tubulaire), C. rhynchophorus ("porteur d'un bec"), C. tamandua (l'un des "fourmiliers sud-américains", au museau très allongé)… La trompe (ou museau) est parfois tellement allongée et effilée qu'elle fait penser à un bec plus qu'à une trompe, ce qui conduisit à la création de l'espèce C. ibis (rappelant l'oiseau échassier éponyme, au long bec courbé vers le bas), avant que celle-ci ne tombe en synonymie avec les stades juvéniles de C. numenius.
Les espèces qui présentent le plus long museau par rapport à diverses mensurations du corps sont, selon la publication citée ci-dessous, C. curvirostris et C. numenius.
Le cervelet (mormyrocerebellum : voir à ce sujet, la page des Mormyridae) chez Campylomormyrus, s'allonge en hauteur dans la même mesure que la tête chez les espèces à tête éléphantesque, donc à tête haute et à front très bombé (C. christyi, elephas, alces). Plaqués contre l'arrière du cervelet et sur toute la hauteur de ce dernier, on trouve les deux canaux semi-circulaires verticaux du labyrinthe de l'oreille interne, donc exagérément allongés par rapport à un canal semi-circulaire horizontal très court. Un cas qui semble unique chez les poissons.

## Liste des espèces
Selon FishBase (28 mai 2015) :
- Campylomormyrus alces (Boulenger, 1920)
- Campylomormyrus bredoi (Poll, 1945)
- Campylomormyrus cassaicus (Poll, 1967)
- Campylomormyrus christyi (Boulenger, 1920)
- Campylomormyrus curvirostris (Boulenger, 1898)
- Campylomormyrus elephas (Boulenger, 1898)
- Campylomormyrus luapulaensis (David & Poll, 1937)
- Campylomormyrus mirus (Boulenger, 1898)
- Campylomormyrus numenius (Boulenger, 1898)
- Campylomormyrus orycteropus Poll, Gosse & Orts, 1982
- Campylomormyrus phantasticus (Pellegrin, 1927)
- Campylomormyrus rhynchophorus (Boulenger, 1898)
- Campylomormyrus tamandua (Günther, 1864)
- Campylomormyrus tshokwe (Poll, 1967)

## Littérature illustrée
- Max Poll, Jean-Pierre Gosse & Stéphane Orts, 1982 : « Le genre Campylomormyrus Bleeker, 1874. Étude systématique et description d'une espèce nouvelle (Pisces, Mormyridae) ». Bulletin de l'Institut Royal des Sciences Naturelles de Belgique, vol. 54, Biologie, n. 5, 34 pp., 2 fig., 13 pl.